# Конклав (фильм)
«Конклав» (англ. Conclave) — художественный фильм режиссёра Эдварда Бергера. В основе сценария одноимённый роман Роберта Харриса. В фильме снялись Рэйф Файнс, Джон Литгоу и Стэнли Туччи.
Премьера фильма состоялась 30 августа 2024 года на 51-м кинофестивале «Теллурайд», 25 октября 2024 года фильм вышел в широкий прокат в США.
В 2025 году картине была присуждена премия «Оскар» за лучший адаптированный сценарий.
Сюжет фильма сосредоточен на политических интригах в Ватикане. Кардинал Томас Лоуренс, которому поручено провести конклав, чтобы найти преемника умершего папы римского, обнаруживает, что у бывшего понтифика был секрет, который необходимо раскрыть.
Фильм получил положительные отзывы критиков, которые особо отметили актёрские работы и постановку. СМИ сообщали об очень высоком уровне достоверности картины в воспроизведении деталей и протокола; впоследствии выяснилось, что перед конклавом 2025 года её смотрели участвовавшие в выборах понтифика кардиналы, а за день до начала конклава — даже сам будущий папа римский Лев XIV.

## Сюжет
У смертного одра папы Римского собираются четыре кардинала.
После смерти папы предстоят выборы нового главы католиков всего мира. Основных претендентов четверо. Венецианский традиционалист и противник политики релятивизма Гоффредо Тедеско грозится объявить войну исламу и откатить назад прогрессивные реформы последних 60 лет. Поддержку заинтересованных членов коллегии и реальные шансы на избрание имеют также американский либерал Альдо Беллини (Стэнли Туччи), выступающий за мирное сосуществование с другими религиями и терпимость по отношению к меньшинствам, властолюбивый канадец Жозеф Трамбле́ (Джон Литгоу) и нигериец Джошуа Адэйеми (Лусиан Мсамати).
Правый консерватор Тедеско, выступающий против мусульман и стремящийся отменить все реформы, по словам критиков, напоминает Дональда Трампа, намеревающегося отказаться от завоеваний администраций Джонсона, Рузвельта и Вильсона. У основного антагониста фильма, кардинала Жозефа Трамбле (Joseph Tremblay), само его имя отсылает к одиозной фигуре отца Жозефа дю Трамбле, «серого кардинала», ближайшего помощника и советника знаменитого кардинала Ришельё, первого министра Франции.
Пост декана Коллегии кардиналов занимает англичанин Томас Лоуренс, именно ему по должности предстоит организовывать и проводить выборы нового папы. Лоуренс категорически отказывается от самостоятельных притязаний на Святой престол, он вынужден сохранять нейтралитет, хотя явно сочувствует прогрессисту Альдо Беллини.
Томас Лоуренс (Рэйф Файнс) — сердечный, рефлексирующий человек, его скорбь по умершему неподдельна, он пытается сдержать слёзы, но не может. Все свои действия он соизмеряет с тем, хотел бы этого умерший или нет, поэтому на просьбу Беллини забрать папские шахматы отвечает: «Он бы этого хотел». Тем не менее Лоуренс деликатно, но настойчиво выясняет у префекта Януша Возняка, находящегося в глубокой печали, детали смерти папы (ведь именно он обнаружил тело) и причину его позднего оповещения о ней. Выясняется, что последним посетителем понтифика был кардинал Трамбле, папа скончался ночью после разговора с ним. Через три недели, накануне конклава, Януш Возняк признаётся декану, что Папа рассказал ему о том, что уволил кардинала Трамбле со всех постов. Трамбле же в разговоре с деканом категорически отрицает это, докатившись до обвинений Возняка в алкоголизме.
Перед самым началом первого заседания декану докладывают о неожиданном прибытии никому не известного кардинала Винсенте Бенитеса, мексиканца по происхождению, назначенного на пост архиепископа Кабула тайным решением Папы. Декан в трапезной представляет Бенитеса его коллегам и просит благословить трапезу. После рутинного благословения Бенитес неожиданно молит Бога благословить тех, кто не может разделить с ними трапезу, и помочь собравшимся помнить о страдающих от голода, жажды и одиночества и о сёстрах-монахинях, приготовивших еду.
Наконец кардиналы запираются в здании Сикстинской капеллы, чтобы избрать главу сообщества, насчитывающего по всему миру более полумиллиарда сторонников.
Одной из центральных в фильме оказывается тема положения женщин в католицизме; всё время конклава незаметные монахини готовят еду, накрывают столы в трапезной, убираются в комнатах кардиналов. Оказывается, что одна из монахинь, чернокожая сестра Шануми, похоже, была специально вызвана из Нигерии, чтобы своим присутствием в Ватикане скомпрометировать Джошуа Адэйеми. В момент, когда в третьем туре нигериец становится лидером голосования (52 голоса из необходимых 72), неожиданно выясняется, что тридцать лет назад у него с сестрой Шануми была связь и есть взрослый сын.
К пятому голосованию фаворитом уже оказывается Жозеф Трамбле. Рэймонд О’Мэлли, помощник Лоуренса, призывает декана продолжить расследование сообщения префекта Возняка. Сестра Агнес, которая была близка к Папе, соглашается предоставить декану доступ к компьютеру и своим рабочим файлам. Лоуренс выясняет, что вызов сестры Шануми в Ватикан организовал Трамбле. Декан вскрывает комнату покойного папы и обнаруживает отчёт о деятельности Трамбле, из которого становится ясно, что тот заранее покупал голоса некоторых кардиналов.
На третий день конклава декан, вычеркнув упоминания о конкретных лицах, распечатывает и раздаёт всем участникам голосования папский отчёт о Трамбле. Тедеско требует раскрыть вымаранные имена кардиналов. Декан объявляет о готовности покинуть свой пост; сестра Агнес со словами, что сёстры в католицизме должны быть невидимы, но Бог дал им глаза и уши, встаёт на защиту декана, подтверждая обвинения в адрес Трамбле.
Устами декана Томаса Лоуренса высказывается важная истина: там, где правит убеждённость и нет места сомнению, не может быть тайны, а следовательно — и веры. Этот неожиданный и парадоксальный тезис встречает горячую поддержку кардинала Бенитеса.
Между тем за стенами Ватикана, на улицах и площадях Рима, происходит серия террористических актов. Во время очередного заседания взрыв выбивает окна под потолком Сикстинской капеллы; окровавленные, обсыпанные пылью кардиналы продолжают конклав в Каса Санта Марта. Тедеско произносит резкую речь о том, что католической церкви необходим лидер, готовый развязать и вести религиозную войну. Возникшую перепалку прерывает выступление кардинала Бенитеса; он горячо и убеждённо заявляет, что, в отличие от подавляющего числа коллег, всю жизнь служил в горячих точках и слишком хорошо знает, что такое война. Что собравшиеся должны сражаться не с террористами, а с тем, что внутри нас. Что кардиналы проявили себя как мелкие людишки, озабоченные только выборами и властью. Что церковь это не традиция и не прошлое — церковь это будущее.
На следующем же голосовании папой Римским избирают Винсенте Бенитеса. В ходе проводимой Лоуренсом традиционной процедуры Бенитес выражает согласие взвалить на себя эту тяжелейшую ношу и принимает имя Иннокентий («Невинный»).
Декан, озабоченный только что доставленными Реймондом О’Мэлли сведениями об истории лечения нового папы, посещает новоизбранного понтифика, и тот неожиданно признаётся, что, воспитанный мальчиком и выросший мужчиной, он на самом деле является гермафродитом. Наличие у Винсенте Бенитеса женских внутренних половых органов (матки и яичников) выяснилось только в сорокалетнем возрасте, когда ему оперировали аппендицит. Кардинал собирался тайно сделать в швейцарской клинике операцию по их удалению, но после долгого размышления отказался от этой мысли, приняв решение оставаться и жить таким, «каким его сотворил Господь». Покойный папа Римский знал об этом, Винсенте обо всём ему рассказал и пытался уйти в отставку, но понтифик отказал ему, потребовав продолжить служение.
После долгих колебаний декан Лоуренс принимает решение и далее хранить эту тайну и не поднимать вопроса об отмене результатов голосования.

## В ролях
- Рэйф Файнс — кардинал Томас Лоуренс, британский либерал и декан Коллегии кардиналов;
- Стэнли Туччи — кардинал Альдо Беллини, американский либерал. Неспособность Беллини победить на выборах, несмотря на то, что он был ранним фаворитом, основана на опыте Карло Марии Мартини во время папского конклава 2005 года.
- Джон Литгоу — кардинал Жозеф Трамбле, канадский консерватор;
- Серджио Кастеллитто — кардинал Гоффредо Тедеско, итальянский традиционалист;
- Изабелла Росселлини — сестра Агнес, главный поставщик провизии и домоправительница кардиналов;
- Лусиан Мсамати — кардинал Джошуа Адейеми, нигерийский социальный консерватор и экономический прогрессист;
- Карлос Диес — кардинал Винсенте Бенитес, мексиканец по рождению, кардинал in pectore и архиепископ Кабула[11];
- Яцек Коман — архиепископ Януш Возняк, префект Папского Дома и доверенное лицо покойного папы Римского;
- Брайан Ф. О’Бирн — монсеньор Рэймонд О’Мэлли, помощник Лоуренса и исследователь оппозиции;
- Мераб Нинидзе — кардинал Саббадин;
- Томас Лойбль — архиепископ Мандорф;
- Лорис Лодди — кардинал Вильянуэва.

## Производство и премьера
В мае 2022 года стало известно, что Рэйф Файнс, Джон Литгоу, Стэнли Туччи и Изабелла Росселлини исполнят главные роли в будущем фильме, а режиссёром станет Эдвард Бергер.
В январе 2023 года было объявлено о дополнительном кастинге, поскольку съёмки начались в Риме. Съёмки также пройдут на студии Cinecittà и должны завершиться в марте.
Премьера фильма состоялась 30 августа 2024 года на 51-м кинофестивале «Теллурайд», а 25 октября 2024 года фильм вышел в широкий прокат в США. Изначально премьера фильма в США была запланирована на 1 ноября 2024 года.

## Отзывы и оценки
На сайте Rotten Tomatoes фильм имеет рейтинг 93%, основанный на 291 отзывах, со средней оценкой 8,1 из 10. На Metacritic средневзвешенная оценка составляет 79 из 100 на основе 49 рецензий.
Сюжет подвергся некоторой критике, Кэти Уолш в рецензии для Los Angeles Times назвала его «довольно тонкой и глупой загадкой… которая кажется глубже, чем есть на самом деле». Дэвид Эрлих из IndieWire согласился, что фильм «очень глупый, но замечательно поставленный… даже если фильм, возможно, слишком убеждён в собственной драматической значимости».
Ричард Лоусон из Vanity Fair пишет, что в фильме правильно показана «как серьёзность процесса [конклава], так и его нелепость», и выразил мнение, что фильм «касается пальцами престижного величия, но при этом твёрдо стоит на ногах в царстве весёлых развлечений». Манохла Даргис из The New York Times отметила, что позиция фильма в отношении католической церкви отражает позицию самого Голливуда в отношении своей киноиндустрии: «слегка циничная, самозабвенная и, наконец, мифотворческая».
Перед началом конклава 2025 года фильм изучали сами кардиналы-выборщики: по их мнению, картина получилась «очень точной», её даже называли «учебным пособием».

## Награды и номинации
Картина стала триумфатором основных кинофестивалей.
На церемонии вручения премии BAFTA фильм завоевал награды в номинациях лучший фильм, выдающийся британский фильм, лучший монтаж и лучший адаптированный сценарий. «Конклав» был номинирован на премию «Золотой глобус» в шести категориях, завоевав статуэтку за лучший сценарий. Также удостоен наград Critics Choice Awards в номинациях лучший адаптированный сценарий и лучший актёрский ансамбль, London Critics Circle Awards в номинациях лучший актёр и лучший британский/ирландский фильм.
Фильм получил номинации в разных категориях на премию «Спутник», Премию Гильдии продюсеров, Премию Гильдии киноактёров, Премию Общества онлайн-кинокритиков (сразу в семи номинациях).
Лента номинирована на кинопремию «Оскар» в восьми категориях: лучший фильм, лучшая мужская роль, лучшая женская роль второго плана, лучший адаптированный сценарий, лучшая музыка к фильму, лучшая работа художника-постановщика, лучший дизайн костюмов и лучший монтаж и одержала победу в категории лучший адаптированный сценарий.